# جیمز می
جیمز دنیل می (به انگلیسی: James Daniel May) (زاده ۱۶ ژانویه ۱۹۶۳) مجری، نویسنده و خبرنگار انگلیسی است. او بیشتر به خاطر اجرای برنامه تخت گاز و تور بزرگ به همراه جرمی کلارکسون و ریچارد هموند شناخته می شود. می همچنین به کارهای دیگر از جمله نوشتن یک ستون هفتگی در مجله دیلی‌تلگراف مشغول است.
در تور بزرگ، به علت علاقه‌اش به خودروهای کم‌مصرف، برقی و پاک در رانندگی و از همه مهمتر رانندگی محتاطانه‌اش، به کاپیتان کند مشهور است. همچنین جیمز می به دلیل سرعت پایین در رانندگی و حوصله سر بر بودن رانندگیش به لاکپشت پیر تشبیه شده است.

## زندگی شخصی
می در هامرسمیث، غرب لندن، با منتقد هنری سارا فراتر زندگی می کند، که از سال 2000 با او در ارتباط بوده است. در ژوئیه 2010، مه دانشگاهی از دانشگاه لنکستر، که قبلاً در آن موسیقی خوانده بود، به دکترای افتخاری اعطا شد. او دارای مدرک دکترای ادبیات است.
در آگوست 2014 ، می یکی از 200 شخصیت عمومی بود که در نامه ای به گاردین امضاء کردند و ابراز امیدواری کردند که اسکاتلند در همه پرسی ماه سپتامبر در مورد این موضوع علیه استقلال از بریتانیا رای منفی دهد.
در ژوئن 2016 وی از ماندن در همه پرسی اتحادیه اروپا حمایت کرد.می گرایش های سیاسی خود را "لیبرال" توصیف کرده است.
در سال 2020 می نیمی از مالکیت یک میخانه در Swallowcliffe ، Wiltshire به نام The Royal Oak را خریداری کرد که متعلق به اوایل قرن 18 است و درجه II ذکر شده است.

## وسایل نقلیه
می مالک اتومبیل های زیادی از جمله Saab 9-5 Aero 2005 ، Bentley T2 ، Rolls-Royce Phantom ، Triumph 2000 ، Rover P6 ، Alfa Romeo 164 ، 1971 Rolls-Royce Corniche ، Triumph Vitesse ، Jaguar XJS ، 1992 Range Rover Classic Vogue ، فیات پاندا ، Datsun 120Y ، Vauxhall Cavalier Mk1 ، فراری 308 GTB ، تویوتا میرای 2015 ، فراری F430 ، فراری 458 ایتالیا ، 1984 پورشه 911 ، 2005 پورشه باکستر S (که به گفته وی اولین خودرویی است که تا به حال خریداری کرده است).
می در حال حاضر دارای فیس لیفت پورشه 911 کاررا S 2009 ، BMW i3 2016 ، Alpine A110 2018 ، تسلا مدل S 100D 2019  تویوتا میرای 2021 ، [54] و فراری 458 Speciale 2015 است که پس از خروج سفارش داد. از Top Gear و VW Beach Buggy در The Grand Tour Special "The Beach Buggy Boys" استفاده می شود. او اغلب از دوچرخه تاشو برومپتون برای رفت و آمد استفاده می کند. او در رانندگی دوم امتحان رانندگی خود را با موفقیت پشت سر گذاشت و این را با گفتن "همه بهترین افراد در بار دوم قبول می شوند" توجیه کرد.
می در اکتبر 2006 مجوز خلبانی هواپیمای سبک را دریافت کرد و در فرودگاه وایت والتهام آموزش دید. او دارای یک Luscombe 8A 'Silvaire' ، یکCessna A185E Skywagon ، و یک قهرمان آمریکایی 8KCAB Super Decathlon با ثبت G-OCOK است.

## کودکی
جیمز دانیل می در بریستول متولد شد ، پسر مدیر یک کارخانه آلومینیوم بود. او یکی از چهار فرزند بود. او دو خواهر و یک برادر دارد. [2] می در مدرسه ابتدایی Caerleon Endowed در نیوپورت تحصیل کرد. او دوران نوجوانی خود را در یورکشایر جنوبی گذراند ، جایی که در مدرسه جامع اوک وود در روترهام حضور داشت و در گروه کلیسای ویستون سرپرست گروه کر بود. [3]
می در کالج پندل ، دانشگاه لنکستر ، موسیقی آموخت ، جایی که نواختن فلوت و پیانو را آموخت. [4] [5] پس از فارغ التحصیلی ، می برای مدتی در بیمارستانی در چلسی به عنوان افسر پرونده کار کرد و مدت کوتاهی در خدمت خدمات ملکی بود. [6]